# حبيب السكني
حبيب السكني سباح تونسي من مواليد 3 جوان 1956. تحصل على ميدالية برونزية في بطولة أفريقيا للسباحة 1978.

## مواضيع ذات صلة
- بطولة أفريقيا للسباحة 2010